# Eddie Calvo
Edward Jerome Baza Calvo, detto Eddie (Tamuning, 29 agosto 1961), è un politico statunitense.
Dal gennaio 2011 al gennaio 2019 è stato il governatore di Guam. Esponente del Partito Repubblicano, è stato eletto per la prima volta Senatore a Guam nel 1998.